# Pilczyce

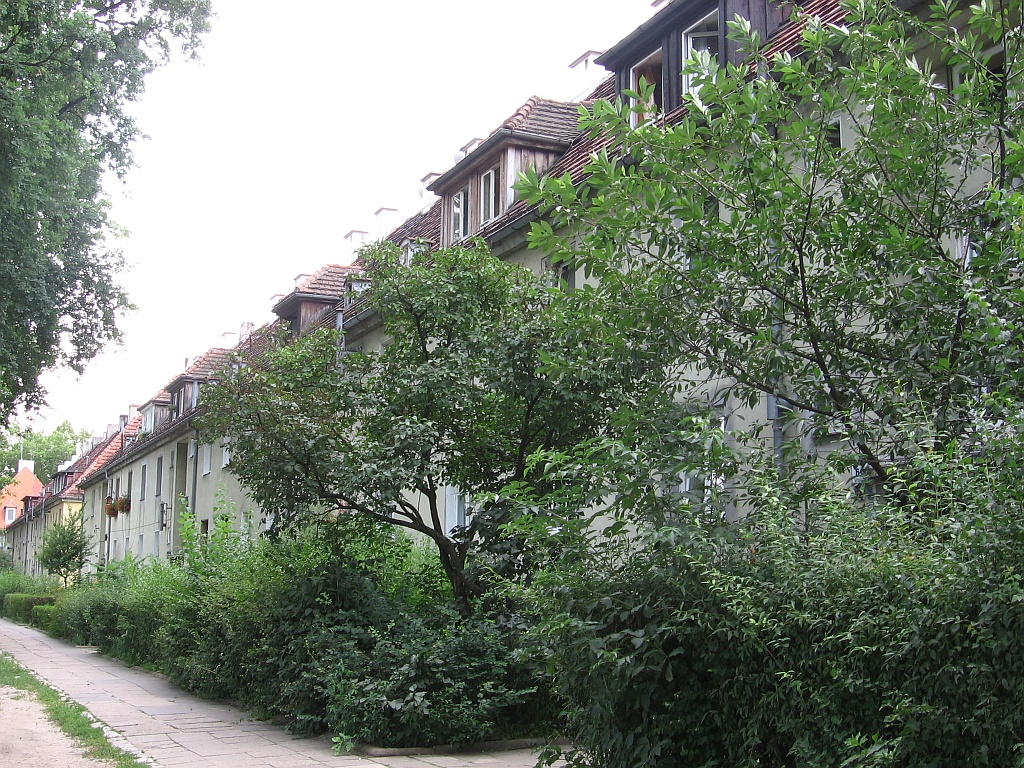
Ulica Hutnicza na Pilczycach

Pilczyce (niem. Pilsnitz) − osiedle w północno-zachodniej części Wrocławia, położone na terenach dawnej dzielnicy Fabryczna. Administracyjnie część większego osiedla Pilczyce - Kozanów - Popowice Północne. W granicach miasta od 1928. Położone jest na północ od Gądowa Małego, na południe od Kozanowa i na zachód od Parku Zachodniego.

## Nazwa
Początkowo osada wymieniona jest jako Pylsech i Pylzech oraz Pilzec. Po raz pierwszy miejscowość zanotowana w łacińskim dokumencie z 1208 jako Pilzcz. Później także 1245 Pilzez, 1291 Pilczicz, 1295-1305 Pilsicz, 1309 Pilzicz, 1314 Pilsiz, 1324 Pilsicz, 1360 Pylsisz, w 1715 w formie Pilssnitz.
Prawdopodobnie pierwotnie nosiła nazwę Pilszec, być może od występowania popielicowatych, gryzoni dawniej zwanych pilchami.

## Wieś (do 1928)

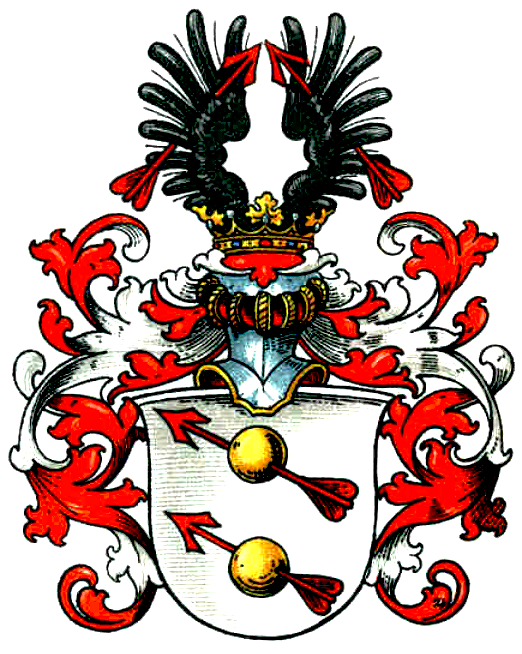
Herb rodziny von Woyrsch

Własność kapituły wrocławskiej, w 1208 połączona przez Henryka Brodatego z sąsiednim Kozanowem. W 1291 bp Tomasz II z powodu długów sprzedał wieś by ulokować ją na prawie niemieckim. Jednak rok później umarł i lokacja ta nastąpiła dopiero w 1353. Był tu wtedy 12,5-łanowy folwark. Już siedem lat później, w 1360 r. część Pilczyc przeszła w posiadanie wrocławskiej komandorii Joannitów jako lenno biskupie.
W miejscowym dworku podczas marszu na Wrocław sylwestra 1740 spędzał Fryderyk II Wielki.
W 1795 r. wieś miała 206 mieszkańców, dwór, folwark, karczmę, szkołę, młyn wodny i 43 domy. W połowie XIX w liczyła 303 mieszkańców, działały tam młyn i cegielnia. W 1910 Pilczyce liczyły 406 mieszkańców. Pozostałością po działających tu cegielniach i wyrobiskach gliny są poniemieckie tzw. "glinianki pilczyckie". Jest to kilka niewielkich stawów w okolicznym lesie i jeden, duży zbiornik wodny.
Z Pilczycami związana jest napisana w 1898 farsa "Der Herr von Pilsnitz" autorstwa wrocławskiego dramatopisarza, pochodzenia żydowskiego, Maxa Kempnera.
Na terenie Pilczyc i Maślic znajdował się majątek rodowy i pałac von Woyrschów. Obecnie Dolnośląski Specjalny Ośrodek Szkolno-Wychowawczy nr 12 przy ul. Dworskiej 8. W agrafie głównego portalu wejściowego do pałacu znajduje się herb von Woyrschów. Najważniejszym przedstawicielem tej rodziny związanym z Pilczycami był feldmarszałek pruski Remus von Woyrsch (1847-1920). Tutaj się urodził i wychował i również zamieszkał po przejściu w stan spoczynku. Na jego cześć nazwano ulicę Woyrsch Str. (obecnie ulica Hutnicza).

## Osiedle
Po przyłączeniu do Wrocławia zabudowę Pilczyc w latach 30. XX w. prowadziło Siedlungsgesellschaft Breslau wg standardowych projektów typu Zeilenbau architektów Paula Heima i Alberta Kemptera. Były to głównie dwu- i trzy- lub czteropiętrowe domy wielorodzinne z wspólnymi ogrodami lub zielonymi dziedzińcami na tyłach. Była tam drewniana kaplica św. Konrada.
Armia Czerwona zdobyła osiedle w dniach 1-2 IV 1945. W wyniku walk Pilczyce zostały w znacznym stopniu zniszczone. Odbudowane po wojnie, z czasem znacznie się rozbudowały. Zamieszkany teren ograniczony jest Ślęzą, ulicą Pilczycką, Parkiem Zachodnim i ulicą Lotniczą. Na północ od osiedla rozciąga się Las Pilczycki, sięgający aż do Odry, przy Śluzach Rędzin, naprzeciw Wyspy Rędzińskiej.
Na terenie osiedla działa Parafia pw. Macierzyństwa Najświętszej Maryi Panny erygowana w 1945. W latach 80. przy gliniance pilczyckiej wybudowano osiedle mieszkaniowe z wielkiej płyty.
Do Pilczyc można dotrzeć tramwajami: 3, 10, 20, 31, 32, 33 i autobusami: 101, 102, 103, 104, 123,127, 128, 136, oraz nocnymi: 243, 245, 246, 253.
W związku z powierzeniem miastu współorganizacji Mistrzostw Europy w roku 2012 nad rzeką Ślęzą wybudowano piłkarski Stadion Miejski dla 42 771 widzów (przy alei Śląska 1).